# Campeonato Sergipano de Futebol de 2003 - Série A2
O Campeonato Sergipano da Série A2 de 2003 foi a 13º edição do torneio que corresponde à segunda divisão do futebol em Sergipe.

## Formato e Regulamento
O Campeonato foi disputado em dois turno
Na Primeira fase, os 6 (seis) clubes são divididos em dois grupos com 3 (três) equipes, jogaram entre si dentro do grupo, em partidas de ida e volta, totalizando 4 partidas para cada clube, classificando-se o primeiro e segundo colocados para as semifinais, os finalistas jogarão a Série A1 do ano seguinte. Em caso de empate em pontos ganhos entre dois ou mais clubes ao final da Primeira Fase, o desempate, para efeito de classificação, será efetuado observando-se os critérios abaixo: 
1. Maior número de vitórias;
2. Maior saldo de gols;
3. Maior número de gols pró;
4. Confronto direto (entre dois clubes somente);
5. Sorteio.

O campeão e o vice garante vaga na Série A1 2004.

## Equipes Participantes
Abaixo a lista dos clubes que participaram do campeonato em 2003. 
| Baixa | Equipes rebaixadas da Série A1 de 2002 |

## Primeira Fase

### Grupo A
| Pos | Times              | Pts | J | V | E | D | GP | GC | SG |
| --- | ------------------ | --- | - | - | - | - | -- | -- | -- |
| 1   | Propriá            | 8   | 4 | 2 | 2 | 0 | 5  | 4  | +1 |
| 2   | São Cristóvão      | 6   | 4 | 1 | 3 | 0 | 4  | 3  | +1 |
| 3   | América de Propriá | 1   | 4 | 0 | 1 | 3 | 2  | 5  | -3 |

|                    | AME   | SCR   | PRO   |
| ------------------ | ----- | ----- | ----- |
| América de Propriá | —     | 0 – 1 | 0 – 1 |
| São Cristóvão      | 1 – 1 | —     | 1 – 1 |
| Propriá            | 2 – 1 | 1 – 1 | —     |

|  |                     |  |        |  |                      |
|  | Vitória do Mandante |  | Empate |  | Vitória do Visitante |

#### Rodadas na liderança e Lanterna
Em negrito, os clubes que mais permaneceram na liderança.
| Liderança | Liderança | Liderança | Liderança | Liderança | Liderança |
| --------- | --------- | --------- | --------- | --------- | --------- |
| 1         | 2         | 3         | 4         | 5         | 6         |
| PROPRIÁ   |           |           |           |           |           |
| Lanterna  |           |           |           |           |           |
| 1         | 2         | 3         | 4         | 5         | 6         |
| AMÉRICA   |           |           |           |           |           |

### Resultados
| \| 3 de novembro de 2003 \| América de Propriá \| 0 – 1 \| Propriá \| Propriá \| \| \| \| \| \| Estádio: Durval Feitosa \| |                    |       |         |                         |
| 3 de novembro de 2003 | América de Propriá | 0 – 1 | Propriá | Propriá                 |
| |                    |       |         | Estádio: Durval Feitosa |

| \| 10 de novembro de 2003 \| São Cristóvão \| 1 – 1 \| Propriá \| Carmópolis \| \| \| \| \| \| Estádio: Idalito Oliveira \| |               |       |         |                           |
| 10 de novembro de 2003 | São Cristóvão | 1 – 1 | Propriá | Carmópolis                |
| |               |       |         | Estádio: Idalito Oliveira |

| \| 17 de novembro de 2003 \| América de Propriá \| 0 – 1 \| São Cristóvão \| Propriá \| \| \| \| \| \| Estádio: Durval Feitosa \| |                    |       |               |                         |
| 17 de novembro de 2003 | América de Propriá | 0 – 1 | São Cristóvão | Propriá                 |
| |                    |       |               | Estádio: Durval Feitosa |

| \| 24 de novembro de 2003 \| Propriá \| 1 – 1 \| São Cristóvão \| Propriá \| \| \| \| \| \| Estádio: Constantino Tavares \| |         |       |               |                              |
| 24 de novembro de 2003 | Propriá | 1 – 1 | São Cristóvão | Propriá                      |
| |         |       |               | Estádio: Constantino Tavares |

| \| 1 de dezembro de 2003 \| Propriá \| 2 – 1 \| América de Propriá \| Propriá \| \| \| \| \| \| Estádio: Constantino Tavares \| |         |       |                    |                              |
| 1 de dezembro de 2003 | Propriá | 2 – 1 | América de Propriá | Propriá                      |
| |         |       |                    | Estádio: Constantino Tavares |

| \| 8 de dezembro de 2003 \| São Cristóvão \| 1 – 1 \| América de Propriá \| Carmópolis \| \| \| \| \| \| Estádio: Idalito Oliveira \| |               |       |                    |                           |
| 8 de dezembro de 2003 | São Cristóvão | 1 – 1 | América de Propriá | Carmópolis                |
| |               |       |                    | Estádio: Idalito Oliveira |

### Grupo B
| Pos | Times      | Pts | J | V | E | D | GP | GC | SG |
| --- | ---------- | --- | - | - | - | - | -- | -- | -- |
| 1   | Maruinense | 6   | 4 | 1 | 3 | 0 | 3  | 1  | +2 |
| 2   | Estanciano | 6   | 4 | 1 | 3 | 0 | 4  | 3  | +1 |
| 3   | Olímpico   | 2   | 4 | 0 | 2 | 2 | 4  | 7  | -3 |

|            | EST   | MAR   | OLÍ   |
| ---------- | ----- | ----- | ----- |
| Estanciano | —     | 1 – 1 | 1 – 1 |
| Maruinense | 0 – 0 | —     | 2 – 0 |
| Olímpico   | 2 – 3 | 1 – 1 | —     |

|  |                     |  |        |  |                      |
|  | Vitória do Mandante |  | Empate |  | Vitória do Visitante |

#### Rodadas na liderança e Lanterna
Em negrito, os clubes que mais permaneceram na liderança.
| Liderança   | Liderança  | Liderança  | Liderança  | Liderança  | Liderança  |
| ----------- | ---------- | ---------- | ---------- | ---------- | ---------- |
| 1           | 2          | 3          | 4          | 5          | 6          |
| EST         | MARUINENSE | MARUINENSE | MARUINENSE | MARUINENSE | MARUINENSE |
| Lanterna    |            |            |            |            |            |
| 1           | 2          | 3          | 4          | 5          | 6          |
| OLÍMPICO FC |            |            |            |            |            |

### Resultados
| \| 3 de novembro de 2003 \| Estanciano \| 0 – 0 \| Maruinense \| Estância \| \| \| \| \| \| Estádio: Vila Operária \| |            |       |            |                        |
| 3 de novembro de 2003                                                                                                 | Estanciano | 0 – 0 | Maruinense | Estância               |
| |            |       |            | Estádio: Vila Operária |

| \| 10 de novembro de 2003 \| Maruinense \| 2 – 0 \| Olímpico \| Maruim \| \| \| \| \| \| Estádio: Vavazão \| |            |       |          |                  |
| 10 de novembro de 2003                                                                                       | Maruinense | 2 – 0 | Olímpico | Maruim           |
| |            |       |          | Estádio: Vavazão |

| \| 17 de novembro de 2003 \| Olímpico \| 2 – 3 \| Estanciano \| Aracaju \| \| \| \| \| \| Estádio: Estádio Batistão \| |          |       |            |                           |
| 17 de novembro de 2003                                                                                                 | Olímpico | 2 – 3 | Estanciano | Aracaju                   |
| |          |       |            | Estádio: Estádio Batistão |

| \| 24 de novembro de 2003 \| Maruinense \| 0 – 0 \| Estanciano \| Maruim \| \| \| \| \| \| Estádio: Vavazão \| |            |       |            |                  |
| 24 de novembro de 2003                                                                                         | Maruinense | 0 – 0 | Estanciano | Maruim           |
| |            |       |            | Estádio: Vavazão |

| \| 1 de dezembro de 2003 \| Olímpico \| 1 – 1 \| Maruinense \| Aracaju \| \| \| \| \| \| Estádio: Estádio Batistão \| |          |       |            |                           |
| 1 de dezembro de 2003                                                                                                 | Olímpico | 1 – 1 | Maruinense | Aracaju                   |
| |          |       |            | Estádio: Estádio Batistão |

| \| 8 de dezembro de 2003 \| Estanciano \| 1 – 1 \| Olímpico \| Estância \| \| \| \| \| \| Estádio: Vila Operária \| |            |       |          |                        |
| 8 de dezembro de 2003                                                                                               | Estanciano | 1 – 1 | Olímpico | Estância               |
| |            |       |          | Estádio: Vila Operária |

## Fase final
Em itálico, as equipes que jogarão pelo empate por ter melhor campanha e em negrito os times vencedores das partidas. Na final, não há vantagem de empate para nenhuma equipe.
|  | Semifinais    | Semifinais |       |  | Final      | Final |  |
|  |               |            |       |  |            |       |  |
|  |               |            |       |  |            |       |  |
|  | Maruinense    | 2          |       |  |            |       |  |
|  | São Cristóvão | 0          |       |  |            |       |  |
|  |               |            |       |  |            |       |  |
|  |               |            |       |  |            |       |  |
|  |               |            |       |  | Maruinense | 0 (2) |  |
|  |               | Propriá    | 0 (1) |  |            |       |  |
|  |               |            |       |  |            |       |  |
|  |               |            |       |  |            |       |  |
|  |               |            |       |  |            |       |  |
|  |               |            |       |  |            |       |  |
|  | Propriá       | 2          |       |  |            |       |  |
|  | Estanciano    | 2          |       |  |            |       |  |

| 15 de dezembro de 2003 | Maruinense | 2 – 0 | São Cristóvão | Maruim           |
|                        |            |       |               | Estádio: Vavazão |

| 15 de dezembro de 2003 | Propriá | 2 – 2 | Estanciano | Propriá                      |
|                        |         |       |            | Estádio: Constantino Tavares |

| 22 de dezembro de 2003 | Maruinense | 0 – 0 \| \| \| Penalidades \| \| \| 2 – 1 \| \| | Propriá | Aracaju                   |
|                        |            |                                                 |         | Estádio: Estádio Batistão |
|                        |            | Penalidades                                     |         |                           |
|                        | 2 – 1      |                                                 |         |                           |

|  |       | Penalidades |
|  | 2 – 1 |             |

### Premiação
| Campeonato Sergipano de 2003 Série A2 |
| ------------------------------------- |
| Maruinense Campeão (1º título)        |